# مدرسه شریفیه
مدرسهٔ شریفیه نام یکی از مدارس قدیم شهر همدان است. این مدرسه اولین مدرسه علمی همدان بود که بعدها تبدیل به مدرسه ملی شرافت شد. بانی و مؤسس آن حاج محمد شفیع از متمولان و خیرخواهان همدان بود. یکی از آموزگاران این مدرسه شیخ میرزا محبعلی قراگوزلو بود که تا قبل از تأسیس مدرسه شرافت مدیریت و آموزگاری این مدرسه را به عهده داشت.